# Familia Râșcanu

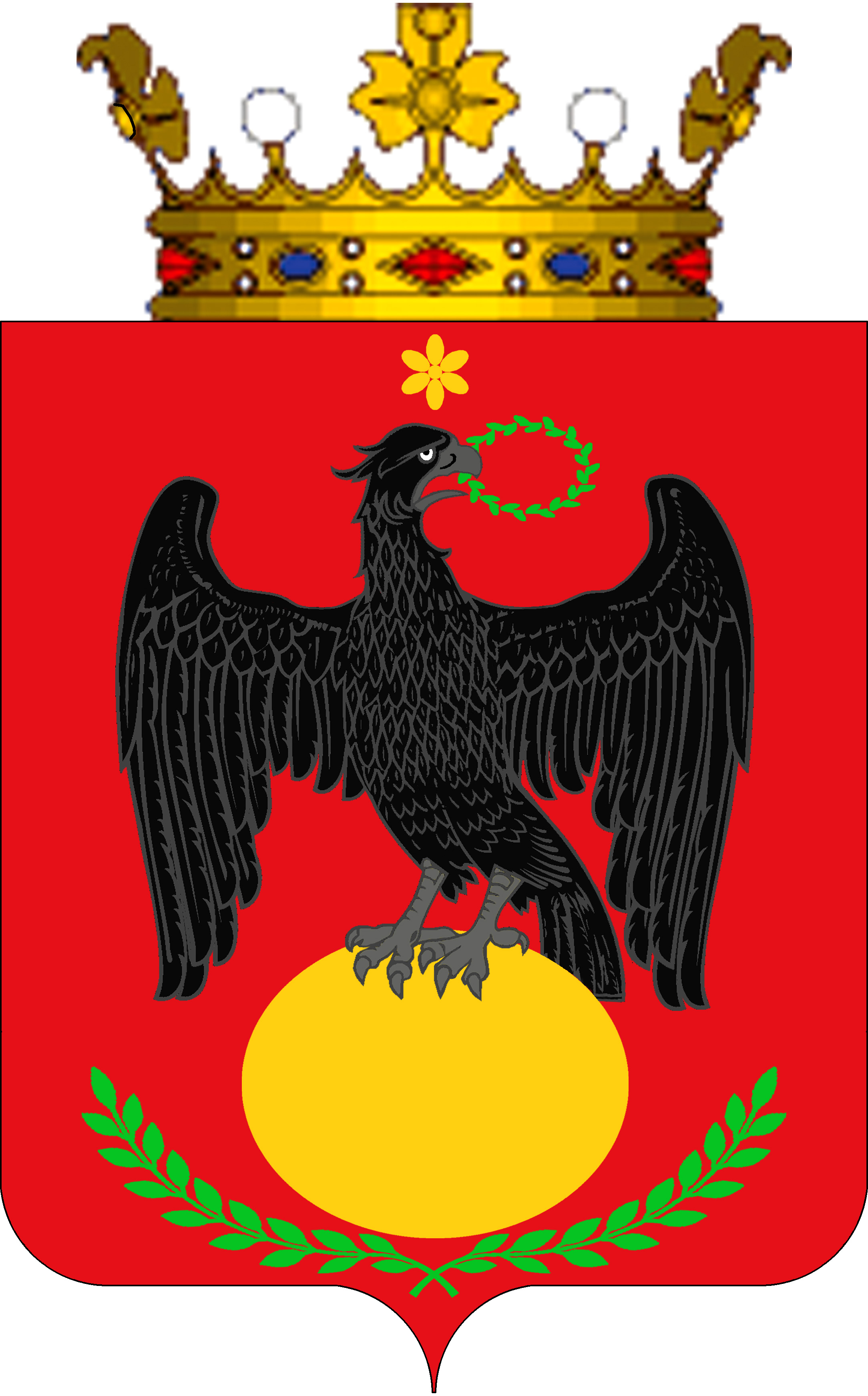
Blazonul familiei Râșcanu

Familia Râșcanu (alternativ Rășcanu sau Rîșcanu) este un neam de boieri moldoveni cu rădăcini în vremea descălecătorului Bogdan.
Genealogistul Gheorghe Ghibănescu a consacrat în 1915 familiei Râșcanu volumul X al seriei sale Surete și Izvoade. În acest volum a fost publicat și arborele genealogic al familiei care ulterior a fost completat de istoricul Gheorghe G. Bezviconi iar apoi actualizat de arhitectul Dan Râșcanu.

## Istoria familiei

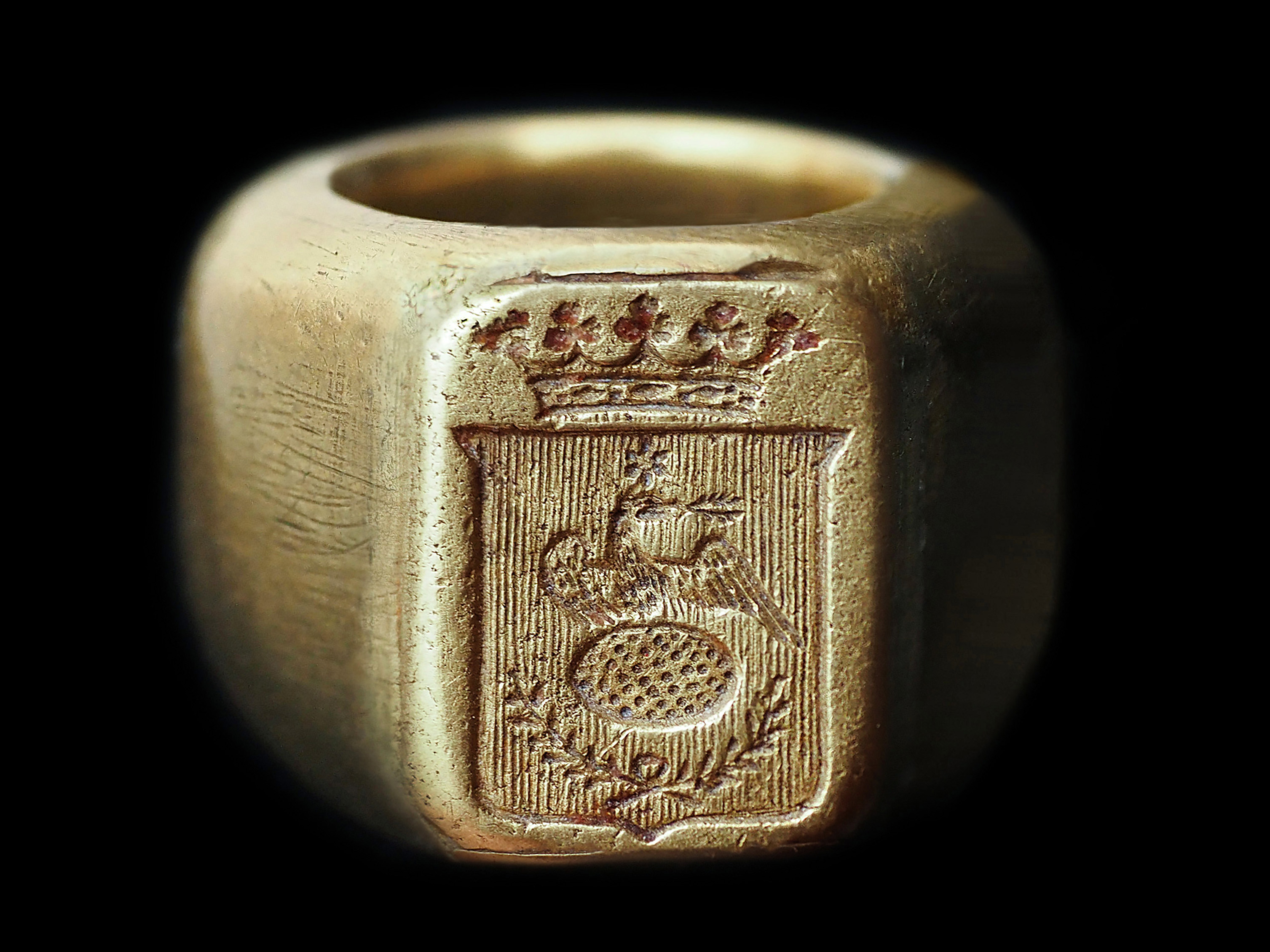
Inel-sigiliu de bronz cu blazonul familiei, al lui August Râșcanu, 1877

Originar de pe valea Teleajnei la Vaslui, neamul Râșcanilor s-a bifurcat într-o ramură boierească și alta răzeșească care au pierdut în timp conștiința originii comune.
Primul „Râșcan” este consemnat la sfârșitul sec. XIV, pe vremea lui Iuga Vodă (fratele lui Bogdan I al Moldovei) care în urma vitejiilor de arme - cum spune cronica - „ a început a da ocine la vitejii săi: Dobrin, Drăncălău, Balița, Murgu, Glog și Râșcanul”. Primul document istoric oficial care consemnează membri ai familiei este un uric al lui Ștefan cel Mare de la 1500.
Începând cu secolul XVII este documentată neîntrerupt filiația ramurii boierești. După 1812, când Basarabia a fost anexată de Imperiul Rus, de la fii lui Teodor Râșcanu, armaș și vel pitar, familia Râșcanu s-a împărțit în două ramuri, de-o parte și de alta a Prutului. De la vornicul Constantin Râșcanu și stolnicul Ioan Râșcanu a pornit ramura basarabeană iar de la fratele lor, spătarul Alexandru Râșcanu, cea vasluiană. Râșcanii din Basarabia au dat numele lor unui sector (cartier) al Chișinăului - Râșcanovca (azi denumit sectorul Rîșcani)  și numele orașului Rîșcani capitala raionului Rîșcani.

## Personalități
Familia Râșcanu se înrudește cu multe familii de seamă din Principatele Române, cum ar fi: Ghica, Sturdza, Cantacuzino, Mavrocordat, Movilă, Rosseti, Miclescu, sau Cuza. Arborele genealogic al ascendenților scriitorului Theodor Râșcanu este numai un exemplu în această privință. Față de dinastiile domnitoare, „familia Râșcanu, deși mai puțin însemnată, a avut momente însă când membri ai acestei familii au putut imprima vremii rostul persoanei lor și au luat parte directă la înfăptuirea actelor politice de așa natură ca să asigure o pagină celebră în istoria neamului lor”.
Dintre mebrii mai de seamă ai ramurii boierești se pot enumera:
- Constantin Râșcanu⁠(d) (pe la 1770), mare vornic, a ctitorit la Chișinău în 1777 biserica Sfinții Împărați Constantin și Elena. De la el se trage și numele sectorului Rîșcani din Chișinău.
- Dimitrie Râșcanu, mareșalul nobilimii basarabene, in 1818 boier-deputat in Sfatul Suprem al Basarabiei[9].
- Ștefan Râșcanu, in 1818 boier-deputat in Sfatul Suprem al Basarabiei[10].
- Iordachi Râșcanu (1790 - 1828), mare vornic, membru în Divanul Domnesc, a făcut parte din solia de boieri trimisă la Constantinopol în primăvara anului 1822  pentru a cere în Principate domni pământeni și limitarea drepturilor care îi favorizau pe boierii străini. Printre cei 13 trimiși se aflau logofătul Ioniță Sturdza, vornicul Gheorge Cuza, vornicul Iordache Râșcanu, banul Grigore Ghica, banul Brâncoveanu și vornicul Neculai Golescu. Această acțiune a adus în Principate după lunga perioadă fanariotă, din nou domni pământeni și a limitat drepturile boierilor străini. Ioniță Sturdza a fost numit domn în Moldova iar Grigore Ghica în Muntenia[11].
- Teodor Râșcanu (1813 - 1867), postelnic, mebru în Divanul Domnesc, „s-a numărat printre cei mai de seamă adversari lui Mihail Sturdza Vodă”[12].
- Gheorghe (Egor) Râșcanu (1839 - 1879), mareșalul nobilimii din Basarabia, a ctitorit biserica orașului Rîșcani din Republica Moldova, a construit stația poștală, școala de băieți, spitalul și școala duminicală de meserii. Fiul său a construit clădirea gimnaziului, azi a liceului Liviu Damian. Toponimul localității Rîșcani vine de la numele boierilor Râșcanu ca recunoaștere a activității acestora pentru binele comunității[13].
- Theodor Râșcanu (1888 - 1952), scriitor, publicist și genealogist

Din ramura răzeșească a familiei s-au ridicat personalități precum:
- Petru Râșcanu (1846-1913), profesor de istorie universală la Universitatea din Iași
- Ioan (Ion) Rășcanu (1878-1952), ministru de război, general, comandant de brigadă în Bătălia de la Mărășești
- Constantin Vasiliu-Rășcanu (1887-1980), general
- Vasile Rășcanu (1885-1980), medic, profesor și decan al facultății de medicina din Iași, academician din 1943.

## Legături
- Arborele genealogic al familiei Râșcanu
- Arborele ascendenților scriitorului Theodor Râșcanu